# Bildung und Forschung in Nordrhein-Westfalen

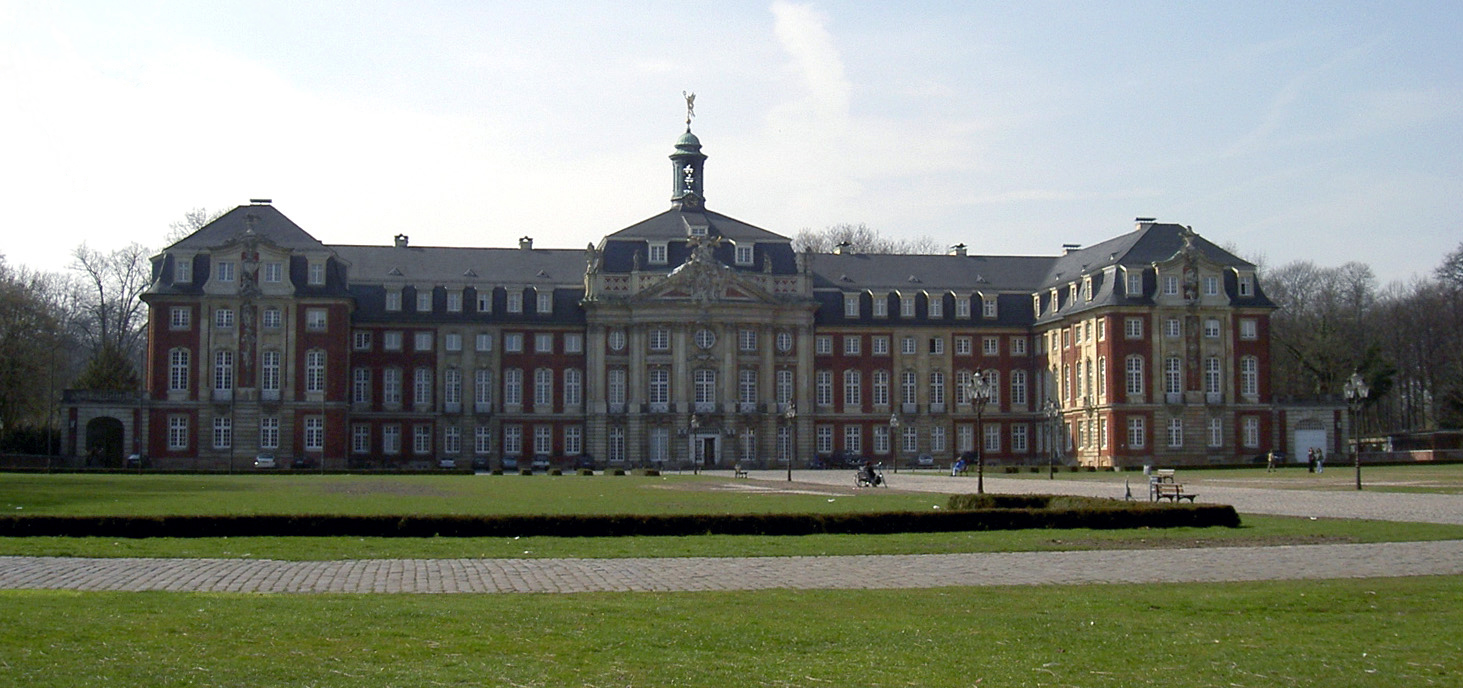
Fürstbischöfliches Schloss Münster, Sitz und Wahrzeichen der Westfälischen Wilhelms-Universität

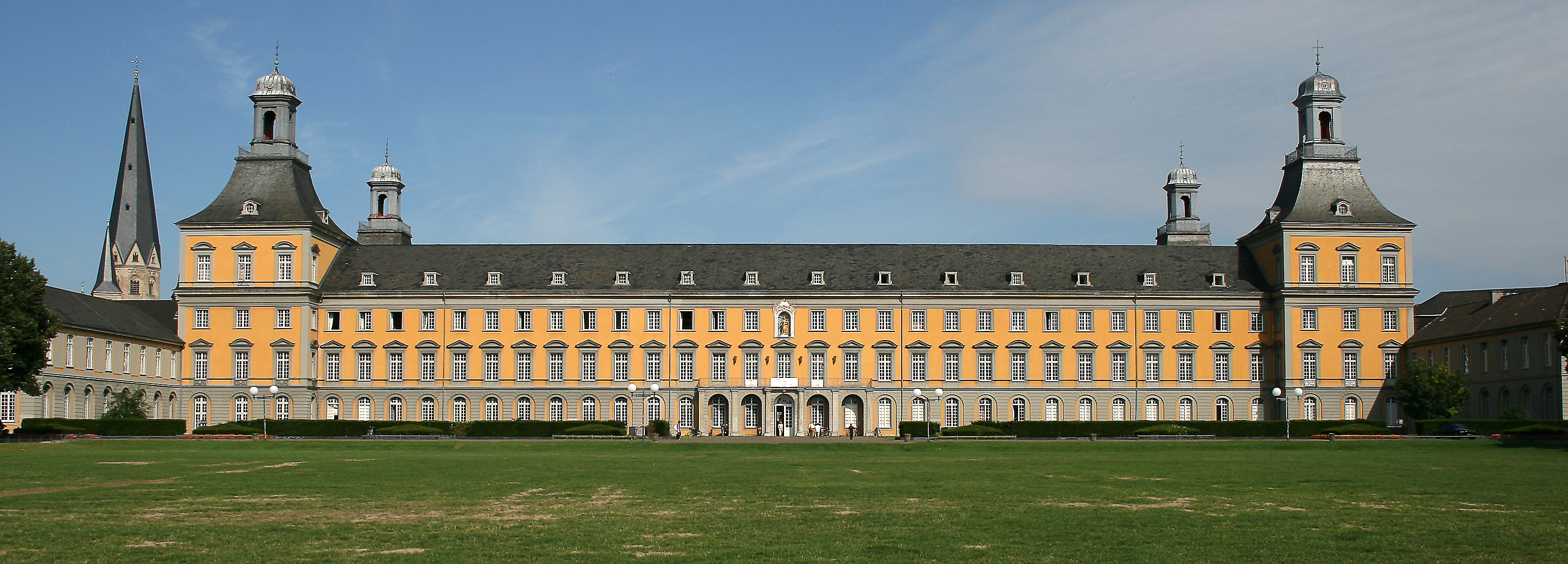
Hauptgebäude Rheinische Friedrich-Wilhelms-Universität Bonn

Bildung und Forschung in Nordrhein-Westfalen bilden die Grundlage für die nordrhein-westfälische Volkswirtschaft und andere Bereiche der Gesellschaft. Die volkswirtschaftlich profitable Nutzung von Bodenschätzen spielt in der nordrhein-westfälischen Wirtschaft spätestens seit dem Niedergang des Kohlenbergbaus im Land keine große Rolle mehr. Somit sind Bildung, Forschung und Entwicklung der Grundstock der sich mittlerweile überwiegend von Dienstleistungen geprägten Wissensökonomie.
Das Land Nordrhein-Westfalen ist aufgrund der Bildungshoheit der Länder in der Verantwortung, seine Bildungspolitik eigenständig zu gestalten. Das Land unterhält ein dichtes Netz allgemeinbildender Schulen, Berufsschulen, Hochschulen und anderer Bildungs- und Forschungseinrichtungen. Zusätzlich befinden sich weitere Schulen und Einrichtungen in privater Trägerschaft oder in Trägerschaft des Bundes. Auch viele Unternehmen in Nordrhein-Westfalen tragen mit ihren Forschungs- und Entwicklungsabteilungen zur Wertschöpfung im Land bei.

## Allgemeinbildende Schulen
In Nordrhein-Westfalen sind für alle Schüler drei bis fünf Grundschuljahre (bis zur Klasse 4) vorgesehen. Es schließt sich der Besuch einer Hauptschule, einer Realschule, eines Gymnasiums oder einer Gesamtschule an. Die Rechtsgrundlagen sind in dem einheitlichen Schulgesetz (SchulG NRW) vom 15. Februar 2005 enthalten. Nach dem Regierungswechsel (Mai 2005) wurde das umfassende Schulrechtsänderungsgesetz vom 27. Juni 2006 beschlossen, welches eine verpflichtende Empfehlung für den Übergang in eine der weiterführenden Schulen durch die Grundschullehrer vorsieht. Dem Beispiel anderer Bundesländer folgend wurden auch zentrale Abschlussprüfungen an Gymnasien und Gesamtschulen, also das Zentralabitur, eingeführt. Die Regelschulzeit wurde an Gymnasien auf zwölf Jahre verkürzt. In allen Schulen wurden wieder Kopfnoten eingeführt, die jedoch 2010 wieder abgeschafft worden sind.
Nach den vom Landesamt für Datenverarbeitung und Statistik Nordrhein-Westfalen herausgegebenen Bildungsreporten betrug der Anteil privater, staatlich genehmigter Lehreinrichtungen im Schuljahr 2005/2006 bei den allgemein bildenden Schulen 5,2 Prozent. 2006/2007 erhöhte sich der Anteil auf 5,3 Prozent.

## Universitäten

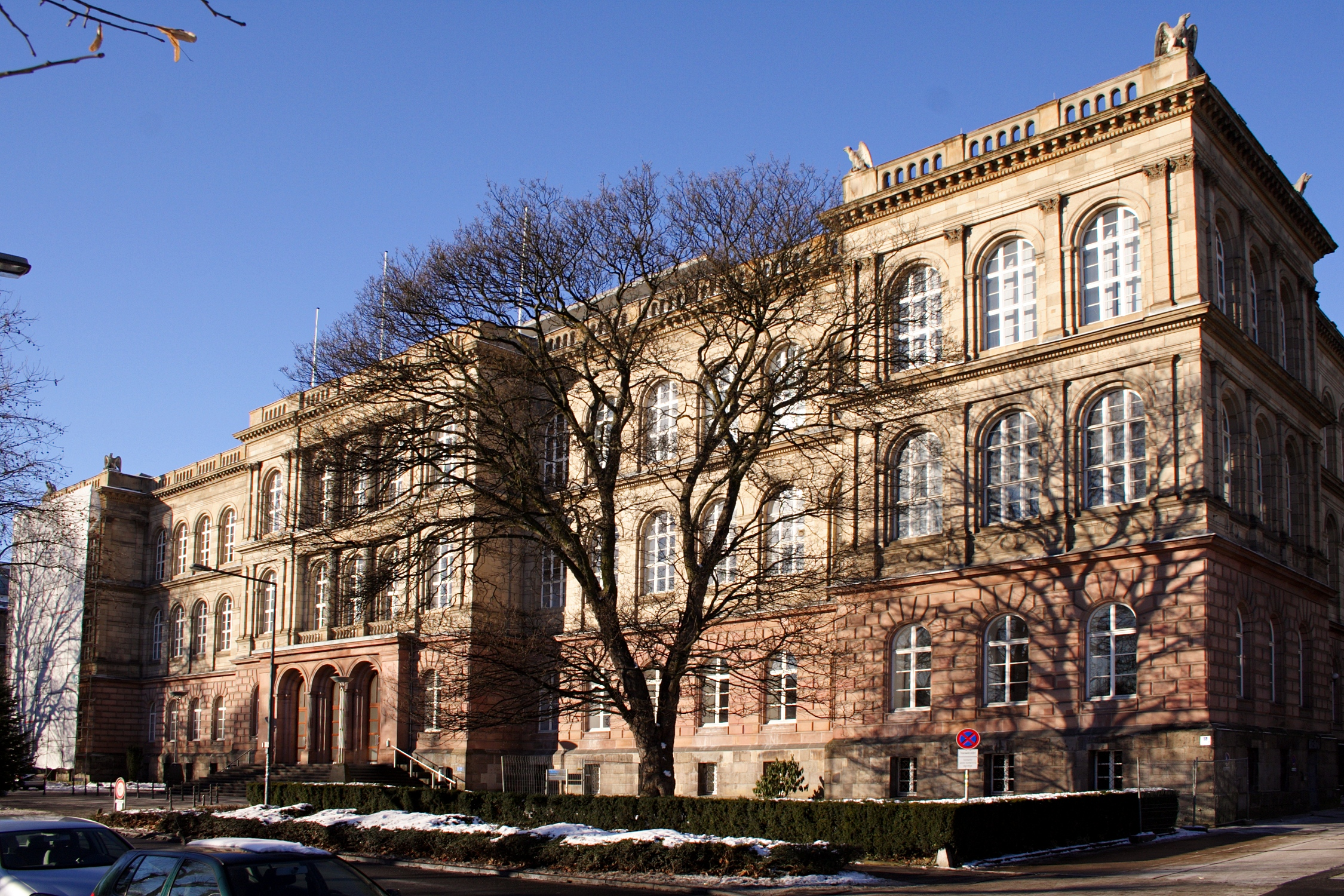
Das Hauptgebäude der RWTH Aachen

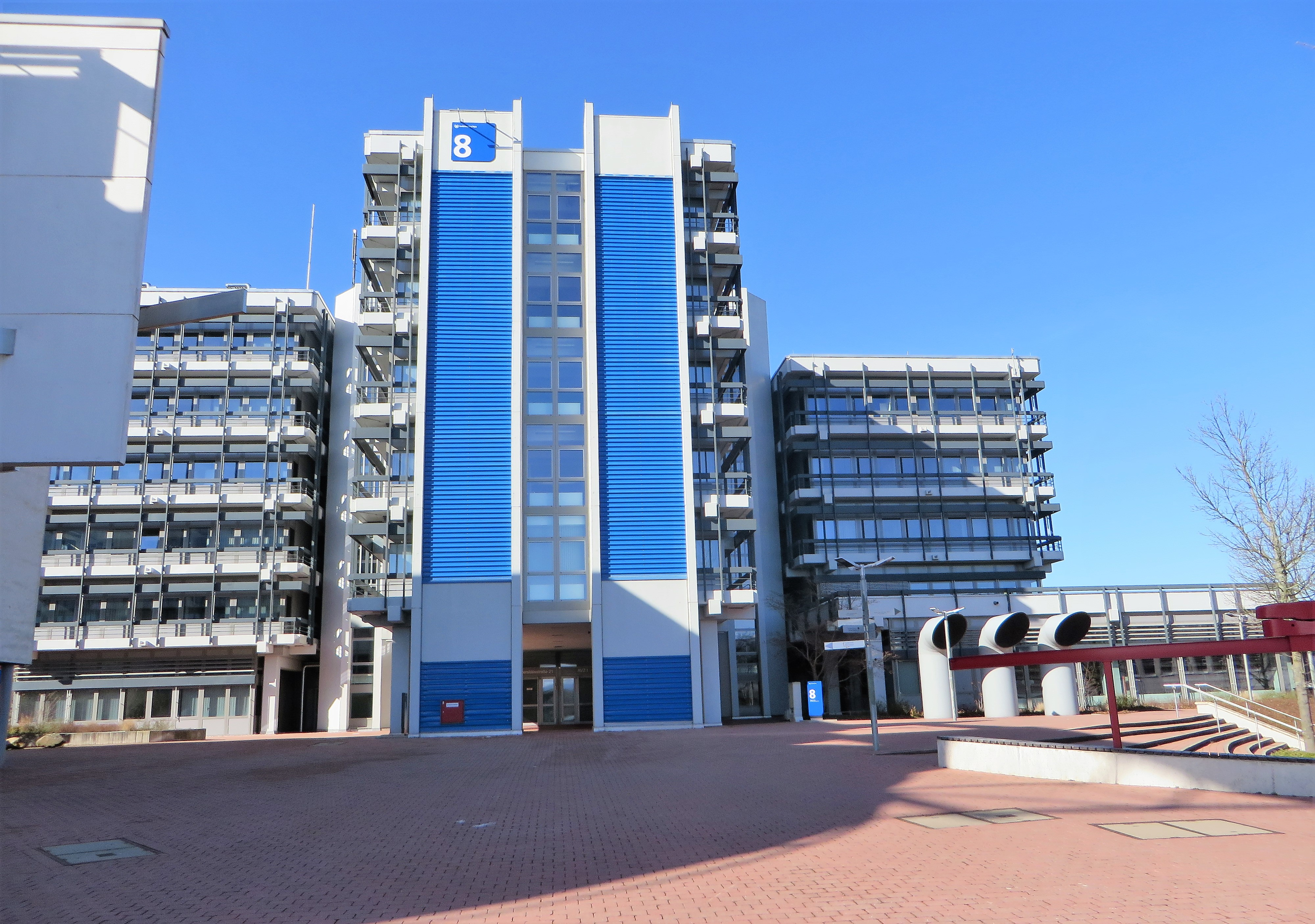
Die Fernuniversität Hagen hat die meisten Studierenden in Deutschland.

Noch in den 1950er-Jahren gab es in Nordrhein-Westfalen nur wenige Hochschulen oder vergleichbare Bildungseinrichtungen. Traditionsreiche Universitäten bestanden mit der Westfälischen Wilhelms-Universität in Münster, der Universität zu Köln und der Rheinischen Friedrich-Wilhelms-Universität in Bonn, die 1818 die Nachfolge der alten Universität in Duisburg antrat. Die 1870 gegründete Rheinisch-Westfälische Technische Hochschule in Aachen zählt zu den ältesten deutschen Technischen Universitäten.
Im Jahre 1907 wurde in Düsseldorf eine medizinische Akademie gegründet, die im Jahre 1965 von der Landesregierung in eine Universität umgewandelt wurde, heute unter dem Namen Heinrich-Heine-Universität Düsseldorf bekannt.
In vielen Regionen des Landes und insbesondere im Ruhrgebiet bestanden dagegen kaum höhere Bildungseinrichtungen. Dies änderte sich erst mit der Bildungsexpansion der 1960er- und frühen 1970er-Jahre. Alleine im Ruhrgebiet bestehen nunmehr sechs Universitäten und neun Hochschulen. Zahlreiche Forschungsinstitute und Technologiezentren machen das Ruhrgebiet zu Europas dichtester Bildungs- und Forschungslandschaft. Hierbei sind die Ingenieur- und Naturwissenschaften besonders stark vertreten. Bei den Drittmitteleinnahmen liegt Nordrhein-Westfalen aufgrund der vielfältigen Hochschullandschaft deutschlandweit auf Platz 1.
Die erste Hochschule des Ruhrgebiets, die Ruhr-Universität Bochum, wurde 1962 gegründet. Zu den Hochschulen im Ruhrgebiet zählt weiter die Universität Duisburg-Essen, die aus einer Fusion der Gerhard-Mercator-Universität Duisburg und der Universität-Gesamthochschule Essen hervorgegangen ist. Ferner gegründet wurden die Universität Dortmund, die private Universität Witten/Herdecke, die Fernuniversität in Hagen sowie die Folkwang Hochschule im Ruhrgebiet mit den Schwerpunkten Musik, Darstellende Künste und Design.
In Westfalen gab es weitere Universitätsneugründungen: die Universität Bielefeld, die Universität Paderborn und die Universität Siegen. Im Bereich Nordrhein wurde die Bergische Universität Wuppertal neu gegründet.
Die Universitäten Bochum, Duisburg-Essen, Hagen, Köln und Münster sind die größten Universitäten des Landes und gehören, gemessen an der vom Statistischen Bundesamt angegebenen Anzahl ordentlicher Studierender im Wintersemester 2006/2007, zu den 10 größten Universitäten in Deutschland. Im Wintersemester 2005/2006 waren insgesamt etwa 470.000 Studenten eingeschrieben. Insgesamt hat das Land inklusive der Fachhochschulen 26 öffentliche Hochschulen, 7 staatliche Kunst- und Musikhochschulen, 22 anerkannte private Hochschulen sowie 4 Fachhochschulen, die nicht der Dienst- und Fachaufsicht des Landes unterliegen.

## Kunstakademien

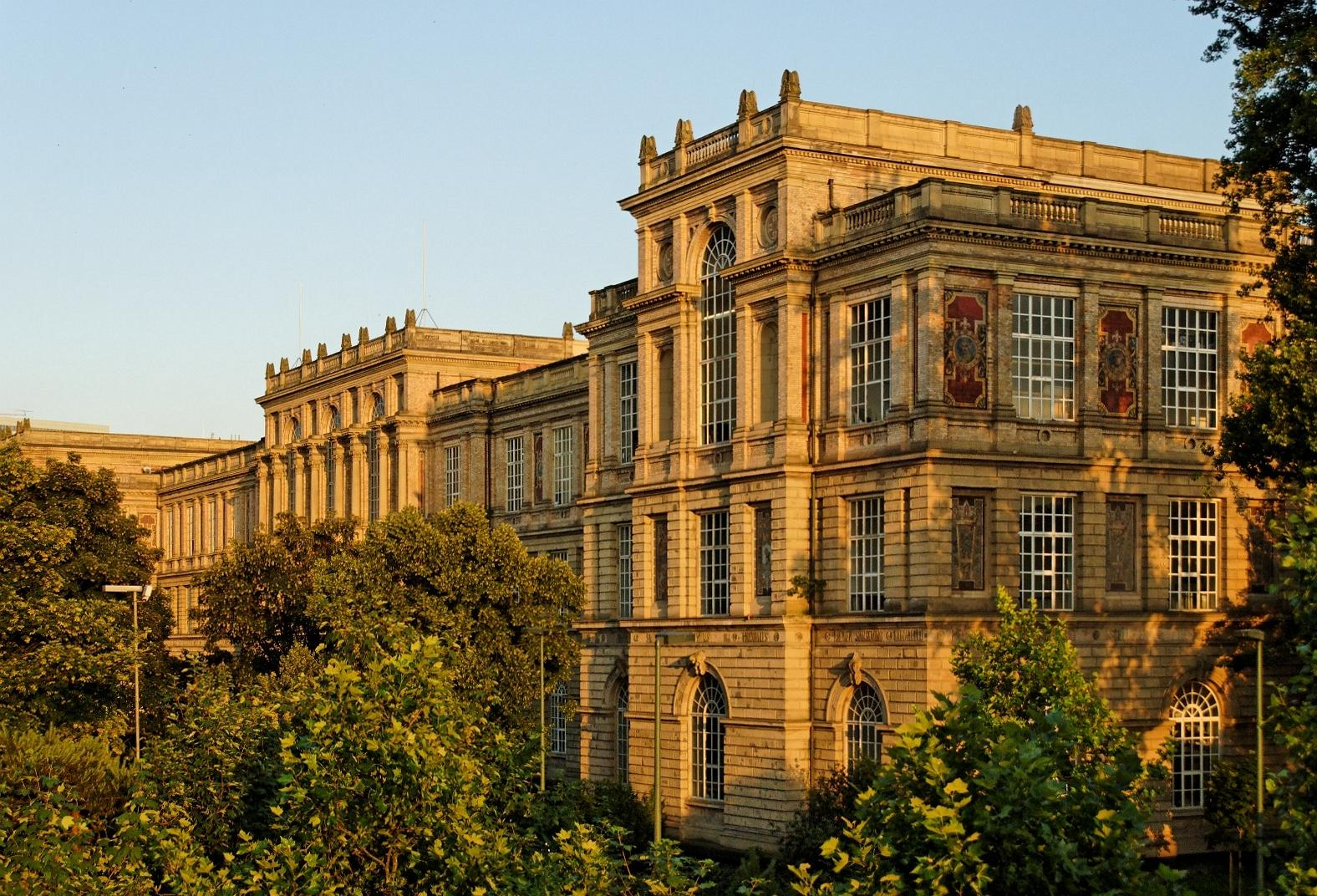
Kunstakademie Düsseldorf

In der Landeshauptstadt von NRW befindet sich die Kunstakademie Düsseldorf. Sie wurde vor allem auch durch die hier Lehrenden Joseph Beuys, Jörg Immendorff und Markus Lüpertz bekannt.
Eine weitere Kunstakademie befindet sich in Münster (Westfalen). Sie wurde 1971 als Institut für Kunsterzieher der staatlichen Kunstakademie Düsseldorf gegründet. Im Jahr 1987 wurde die Kunstakademie Münster selbstständig.

## Forschung und Entwicklung
Zahlreiche Organisationen und Einrichtungen der Wissenschaft haben ihren Sitz in Nordrhein-Westfalen, besonders in der Bundesstadt Bonn, dem ehemaligen Regierungssitz. In vielen verschiedenen Wissenschaftsgebieten engagieren sich die Alexander von Humboldt-Stiftung, die Deutsche Forschungsgemeinschaft, die Deutsche Gesellschaft für Luft- und Raumfahrt, das Deutsche Zentrum für Luft- und Raumfahrt, der Deutsche Akademische Austauschdienst, die Deutsche Forschungsgemeinschaft, die Helmholtz-Gemeinschaft, die Max-Planck-Gesellschaft, der Stifterverband für die Deutsche Wissenschaft und die Studienstiftung des deutschen Volkes. Die Max-Planck-Gesellschaft betreibt verschiedene Institute und auch die Fraunhofer-Gesellschaft ist mit mehreren Einrichtungen vertreten. Das Forschungszentrum Jülich zählt zu den größten Forschungseinrichtungen Europas. Die NRW Graduate Schools werden durch das Land gefördert und sind Einrichtungen der Spitzenforschung innerhalb der bestehenden Universitäten.
Aufgrund der vielfältigen starken Forschungslandschaft liegt Nordrhein-Westfalen in der Zahl der gesamten Drittmitteleinnahmen im bundesweiten Vergleich der Länder auf Platz 1.